# اوبیسلاویتسه
اوبیسلاویتسه (به لاتین: Úbislavice) یک منطقهٔ مسکونی در جمهوری چک است که در شهرستان ییچین واقع شده‌است.